# Symphonie no 18 de Joseph Haydn
Pour les articles homonymes, voir Symphonie no 18.
La Symphonie no 18 en sol majeur Hob. I:18 est une symphonie du compositeur autrichien Joseph Haydn, composée en entre 1757 et 1764.

## Analyse de l'œuvre
La symphonie comporte trois mouvements:
1. Andante moderato, en sol majeur, à 
, 75 mesures
2. Allegro molto, en sol majeur, à 
, 83 mesures
3. Menuet, en sol majeur, sol mineur, sol majeur, à 

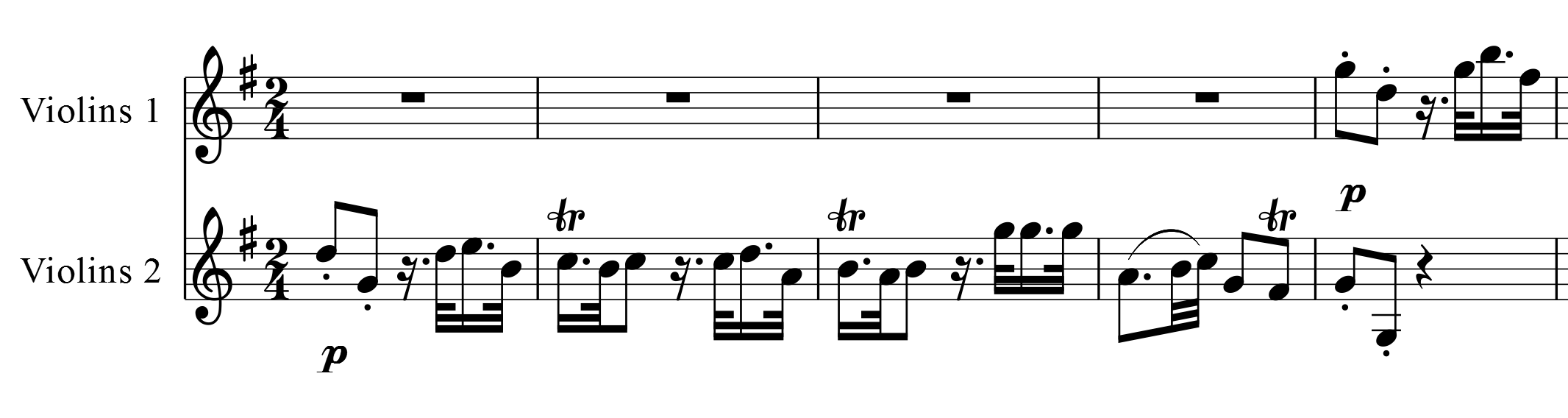
Début de l'Andante moderato

, 101 mesures

Durée approximative : 15 minutes.

## Instrumentation
- deux hautbois, un basson, deux cors, cordes, continuo